# Neoquernaspis lithocarpi
Neoquernaspis lithocarpi är en insektsart som först beskrevs av Takahashi 1931.  Neoquernaspis lithocarpi ingår i släktet Neoquernaspis och familjen pansarsköldlöss.
Artens utbredningsområde är Taiwan. Inga underarter finns listade i Catalogue of Life.